# Maria Fasching (Baden)
Maria Fasching (* 1897 in Baden; † 1945 ebenda) versteckte ab Juni 1942 den Juden Hans Posiles bei sich zu Hause und rettete ihn so vor der Verhaftung und Ermordung durch die Nationalsozialisten. Kurz vor Kriegsende starben die beiden bei einem Luftangriff.

## Leben und Wirken
Maria Fasching wurde im Jahre 1897 in Baden bei Wien, wo sie auch in den 1930er Jahren lebte, geboren. Durch eine Freundin kam sie in Kontakt mit deren jüdischen Stiefsohn Walter Posiles, einem tschechischen Staatsangehörigen. Dieser hatte sich noch vor dem Krieg in die Österreicherin  Edeltrud Becher verliebt und hatte den Kontakt zu ebendieser auch nach dem Anschluss Österreichs und seiner Flucht nach Prag aufrechterhalten. Als Walter Posiles im Jahre 1942 zusammen mit seinen beiden Brüdern Ludwig und Hans ins KZ Theresienstadt deportiert werden sollte, flohen die Geschwister zurück nach Wien, wo sie anfangs bei Edeltrud Becher und deren Schwester Charlotte unterkamen. Um ihre Flucht zu verschleiern, hatten die Brüder zuvor Selbstmordnachrichten hinterlassen, damit sie nicht gesucht werden würden. Die beiden Schwestern quartierten die drei Brüder in einer Dachgeschosswohnung von Charlottes Verlobten Friedrich Kunz ein. Als Kunz, ein Soldat, jedoch einen Heimaturlaub machte, waren die Schwestern gezwungen die Brüder abermals umzusiedeln und ihnen ein neues Versteck zu verschaffen.
Hans Posiles machte sich auf den Weg nach Baden, wo er seine Stiefmutter und deren Sohn um Hilfe bat. Diese verwiesen auf ihre Bekannte, Maria Fasching, die sich bereit erklärte, Hans Posiles – anfangs nur für eine kurze Zeit – in ihrer Wohnung aufzunehmen. Später erklärte sie sich bereit, Posiles für längere Zeiträume zu verstecken. Wie auch seine Brüder, hielt sich Hans Posiles von Juni 1942 bis zum Ende des Zweiten Weltkrieges – in getrennten Unterkünften – in Baden versteckt. Noch während seiner Zeit in Baden unterbrach er regelmäßig die Informationsflüsse der Nationalsozialisten. Als die Rote Armee kurz vor Kriegsende bereits vor den Toren Badens stand, machten Hans Posiles und Maria Fasching einen Spaziergang, als sie Opfer eines Bomben-/Luftangriffs wurden. Während Posiles sofort starb, überlebte Fasching den Angriff schwer verletzt und wurde in ein Krankenhaus gebracht, wo sie in weiterer Folge ihren schweren Verletzungen erlag. Hans Posiles Bruder Walter heiratete nach dem Krieg Edeltrud Becher und lebte mit ihr weiterhin in Österreich; die Ehe wurde 1962 geschieden. Am 26. Oktober 1978 wurde Maria Fasching für die Rettung Posiles von der israelischen Holocaustgedenkstätte Yad Vashem als Gerechte unter den Völkern ausgezeichnet.